# Dolomedes chroesus
Dolomedes chroesus är en spindelart som beskrevs av Embrik Strand 1911. Dolomedes chroesus ingår i släktet Dolomedes och familjen vårdnätsspindlar. Inga underarter finns listade i Catalogue of Life.